# Boni (vrijheidsstrijder)

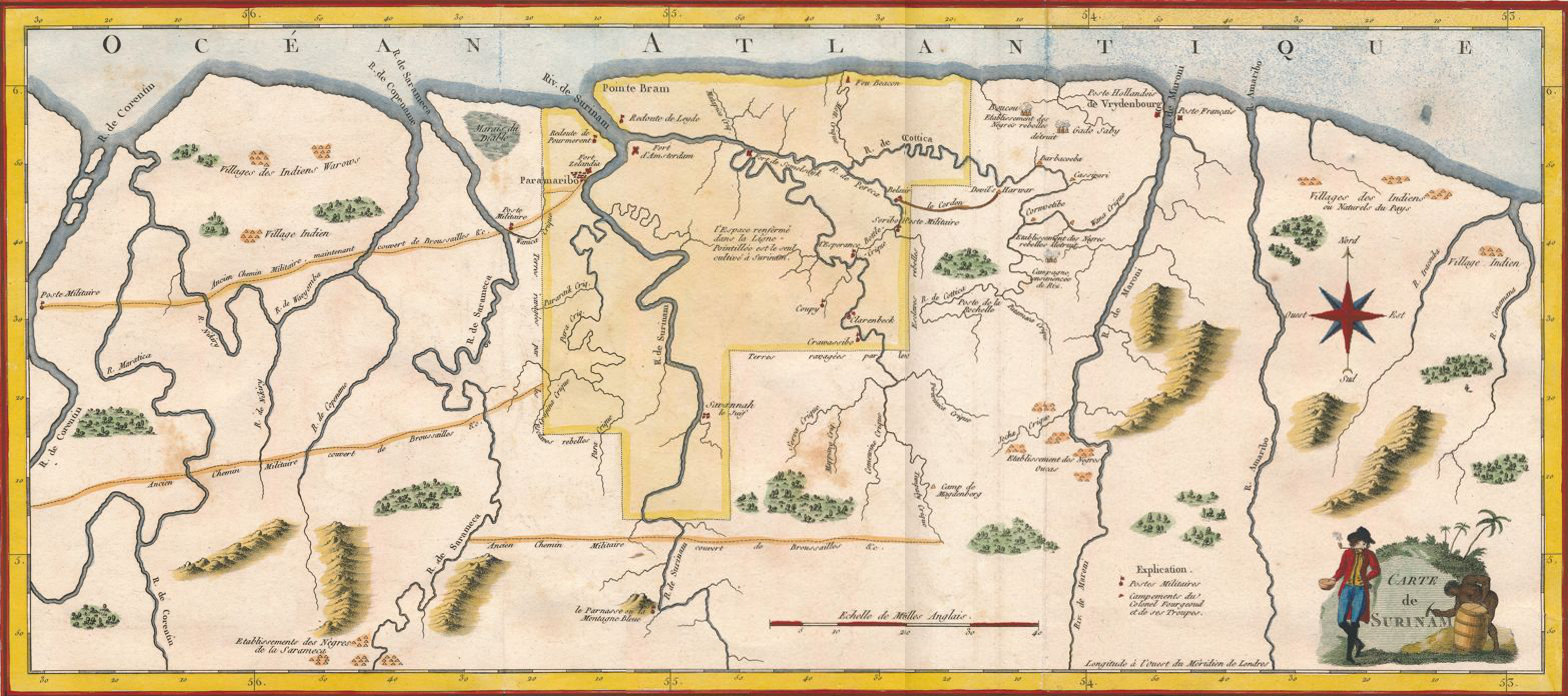
Kaart van Suriname ca 1796

Boni (ook wel: Bonni of Bonnie) (ongeveer 1730 – 19 februari 1793), was een vrijheidsstrijder en guerrillaleider in de Nederlandse kolonie Suriname.

## Familie en jeugd
Volgens de overleveringen zou zijn vader een Nederlander zijn geweest die zijn moeder, een slavin, als minnares had en daarna verstootte. Zwanger vluchtte zij van plantage Barbakoeba (ook wel bekend als Anna's Zorg) het bos in, naar de Marrons. Daar, bij de Cottica-Marrons, werd Boni geboren. Naar verluidt zou hij een (half)broer hebben die Kofi heette.
In 1765 volgde Boni Asikan Sylvester op als leider van de groep die bekend zou worden onder zijn naam: 'Boni's' (nu: Aluku). Hij trainde zijn mensen tot geduchte vijanden van de kolonisten. Zij opereerden eerst vanuit hun nederzetting Libia. Nadat deze ontdekt was door het koloniale leger in maart 1771, verhuisden ze naar Boekoe dieper in het oerwoud.

## Boekoe

### Overvallen vanuit Fort Boekoe
Boni en zijn krijgers opereerden vanuit Fort Boekoe, een versterkte nederzetting omringd door een palissade en gelegen in de moerasachtige omgeving in de kuststreek van Commewijne. Met de naam Boekoe (betekenis: vergaan tot stof) wilden zij aangeven dat ze liever tot stof zouden vergaan dan zich overgeven. Het fort lag op een rits in een diepe zwamp en was voorzien van geweren en enkele kanonnen. Vanaf deze sterke positie voerden zij overvallen uit op plantages in het oosten van Suriname, vooral in het gebied van de rivier de Cottica. Daarbij maakten zij voorraden, gereedschap en wapens buit en bevrijdden honderden slaven. Zo lukte het bij een raid op plantage Poelwijk in 1772 om zeventig slaven te bevrijden. Door de successen van Boni en zijn strijders sloten ook andere slaven die wisten te vluchten zich bij hen aan. Bekende medestrijders van Boni waren Baron en Jolicoeur.

### Verovering van Fort Boekoe door Zwarte Jagers
Door de overvallen en plundertochten die vanuit Boekoe werden ondernomen en de geldverslindende strafexpedities die daarop volgden, werd de vesting een grote bron van zorg voor de machthebbers. Zij hadden geen antwoord op de guerillatactieken van de Boni's. Als versterking van de militie werd in 1772 een corps van 300 Zwarte Jagers opgericht, geworven uit slaven die hiermee hun vrijheid konden verkrijgen en onder bevel van Europese officieren. Ze kregen al snel de bijnaam "Redi Moesoes", naar de genummerde rode mutsen die ze droegen als onderscheiding. Na een zoektocht van zeven maanden werd uiteindelijk het geheime pad, dat net onder water lag en toegang gaf tot het fort, verraden. Terwijl kapitein Mangold een schijnaanval deed, viel een detachement Zwarte Jagers onder leiding van luitenant Friderici het fort aan over het geheime pad. Op 20 september 1772 werd het fort veroverd, het dorp en de kostgronden werden vernietigd. Boni ontsnapte met een aantal mensen naar het oosten.

## Voortgezette strijd tegen de Boni-marrons

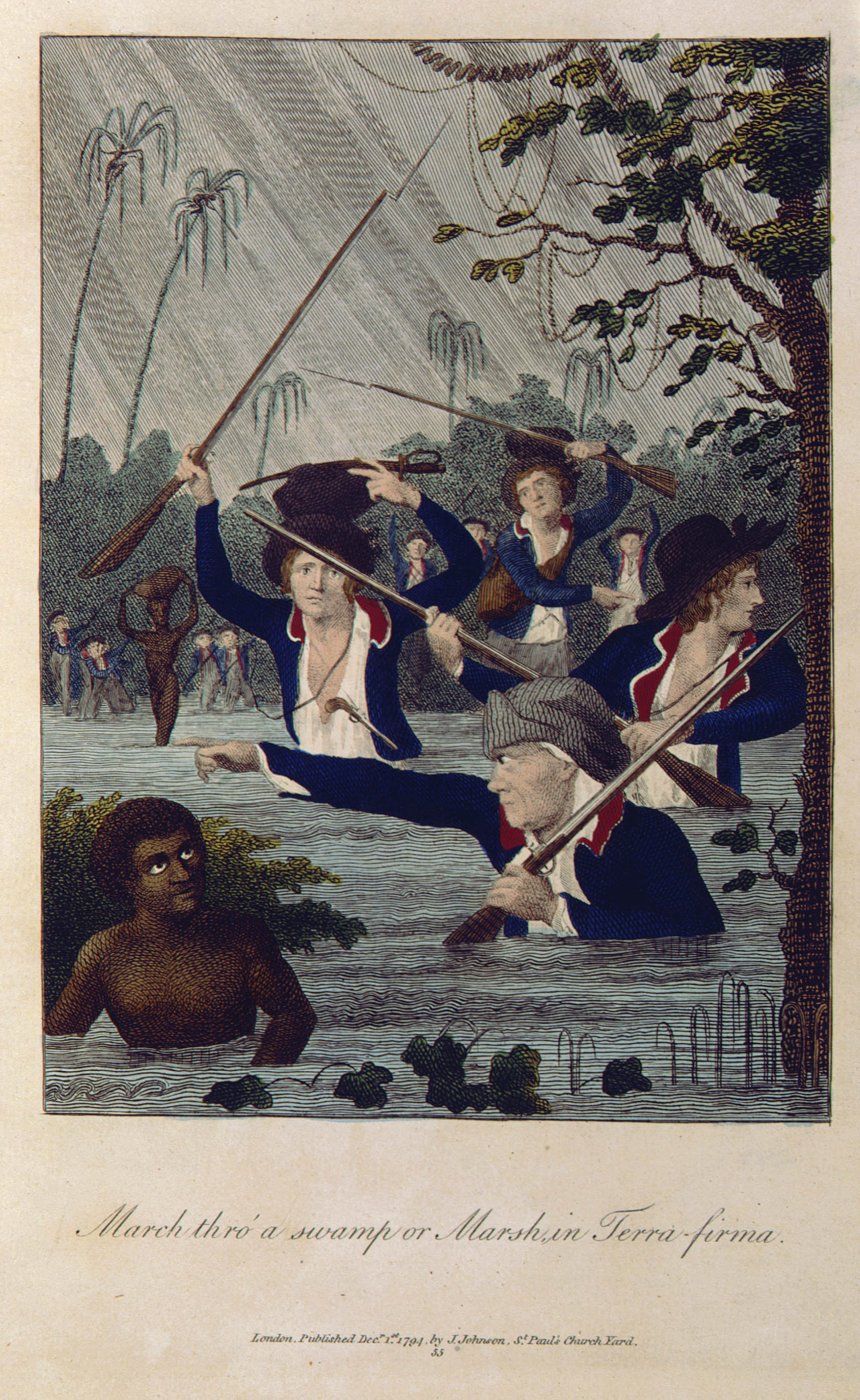
Het doorwaden van een moeras. (William Blake naar een tekening van John Gabriel Stedman 1794)

De Boni-marrons bouwden nieuwe dorpen en kostgronden in de regio Locusboom. In Nederland werd in 1772 een regiment Mariniers opgericht dat als versterking naar Suriname zou worden gezonden. Kolonel van het regiment werd Louis Henri Fourgeoud, die eerder in Berbice had gevochten en ervaring had met de guerillaoorlog. Deze troepen, 500 man sterk, arriveerden in februari 1773 en werden ingezet om de dorpen en kostgronden van de Marrons op te sporen en te vernietigen. In het regiment diende ook John Gabriël Stedman, die zijn ervaringen vastlegde in het boek Reize naar Surinamen.... Stedman beschrijft onder andere hoe kleine groepjes van vier à vijf man, door zich steeds snel te verplaatsen en te schieten, de vijand de indruk geven tegenover een zeer grote groep te staan. Dergelijke guerrillatactieken stelden Boni in staat de vijand steeds weer in verwarring te brengen en te verslaan. De ervaren Fourgeoud wist de troepen van Boni wel terug te dringen, maar zij werden nooit geheel verslagen. In 1776 trokken de Boni-marrons over de Marowijne, de grensrivier met Frans-Guyana. Boni vestigde een nieuw hoofdkwartier in Aruku op de Franse oever van de Marowijne; dit leidde ertoe dat de Franse intendant Pierre-Victor Malouet in 1777 naar Paramaribo kwam om de kwestie van 200 gevluchte Marrons te bespreken. Volgens hem waren er 3.000 marrons; 150 waren onderweg en hielden zich op in de bossen.

## Dood van Boni
Boni ging nog zestien jaar door met zijn strijd tegen de kolonisten. Aruku werd in 1790 ingenomen en vernietigd door Zwarte Jagers en troepen van de Sociëteit onder leiding van P.S. Stoelman. De Boni-marrons trokken daarop verder stroomopwaarts en vestigden zich op de eilanden bij de Pedrosunguvallen en later nog verder het binnenland in zoals Cottica, Papaichton en Benzdorp aan de Lawa-rivier.
Uiteindelijk werd Boni door verraad op 19 februari 1793 gedood door Bambi Kukudyaku, een Aukaanse kapitein, onder grote druk van de in 1790 tot gouverneur benoemde  Jurriaan François de Friderici. Bambi zou het hoofd van Boni hebben afgehakt maar zou dit in de Marowijnekreek kwijtgeraakt zijn.
Boni wordt meestal in één adem genoemd met Baron en Joli-Coeur, doordat John Gabriël Stedman hen in zijn boek Reize naar Surinamen en door de binnenste gedeelten van Guiana (1799-1800) met elkaar in verband bracht. Ieder van hen had echter een eigen achtergrond en inbreng.

## Culturele inspiratie

### Legendevorming
De dertigjarige strijd van Boni heeft geleid tot de vorming van legendes onder de marrons. Zo zou hij onkwetsbaar zijn geweest maar uiteindelijk verleid zijn door een aap die in een vrouw was veranderd.

### Kazerne
De belegering van Fort Boekoe is ook de reden dat na de onafhankelijkheid van Suriname de Prins Bernhardkazerne in Paramaribo werd omgedoopt tot Memre Boekoe-kazerne (Herinner Boekoe).

### Boni Trail
Op plantage Frederiksdorp in het district Commewijne, is een openlucht museale trail gemaakt over de strijd van Boni tegen slavernij. Het leven van Boni wordt verteld door zijn moeder. Het verhaal begint in Fort Elmina en in acht interactieve etappes kan de bezoeker Boni's strijd ervaren.

### Film
De overvallen van de Bonimarrons vormen de achtergrond in het boek Hoe duur was de suiker van Cynthia McLeod, dat in 2014 werd verfilmd.

### Musical
Eind 2023 kwam in Nederland een musical uit over het leven van Boni. Zijn rol wordt daarin vertolkt door Urvin Monte.